# アンドキデス
アンドキデス（アンドキデース、ギリシャ語：Ἀνδοκίδης, Andokídês, 英: Andokides, 紀元前440年 - 紀元前390年）は、アッティカ十大雄弁家の一人。

## 生涯
ペロポネソス戦争最中の紀元前415年、アンドキデスはシチリア遠征出発前夜のヘルマ破壊事件に巻き込まれた。密告することによって命は救われたが、市民権の一部喪失を宣告され、アテナイを去らざるをえなくなった。アンドキデスは商売に没頭し、紀元前403年の民主主義の復活に続く恩赦でアテナイに戻った。それからいくつかの要職に就いた。紀元前392年、和平交渉のため大使の1人としてスパルタに派遣されたが、交渉は失敗した。アンドキデスの寡頭政治への親近感は、仲間に不快感を与え、民主主義者たちからは疑われた。アンドキデスはプロの雄弁家ではなかった。アンドキデスのスタイルはシンプルかつ生き生きして、自然ではあったが美的ではなかった。

## 現存する演説
- 帰国について（Περὶ τῆς ἑαυτοῦ καθόδου, De Reditu） - 自身の市民権復帰と無資格の撤回を求める陳述。
- 密儀について（Περὶ τῶν μυστηρίων, De Mysteriis） - エレウシスの秘儀参加の不敬罪の告発に対する自身の弁護演説。
- 平和について（Περὶ τῆς πρὸς Λακεδαιμονίους εἰρήνης, De Pace） - スパルタとの和平の主張。
- アルキビアデス告発（Κατὰ Ἀλκιβιάδου, Contra Alcibiadem） - 一般に偽作と考えられている。